# Guillermo Bonfil
Cet article possède un paronyme, voir Bonfils.
Guillermo Bonfil Batalla est un écrivain et anthropologue mexicain, né en 1935 à Mexico et mort en 1991. 

## Biographie
Il étudia notamment les communautés indiennes du Mexique et leur indigénisme par la société moderne. Il fut le directeur de l'Institut national d'anthropologie et d'histoire du gouvernement mexicain.